# Theodor Boveri

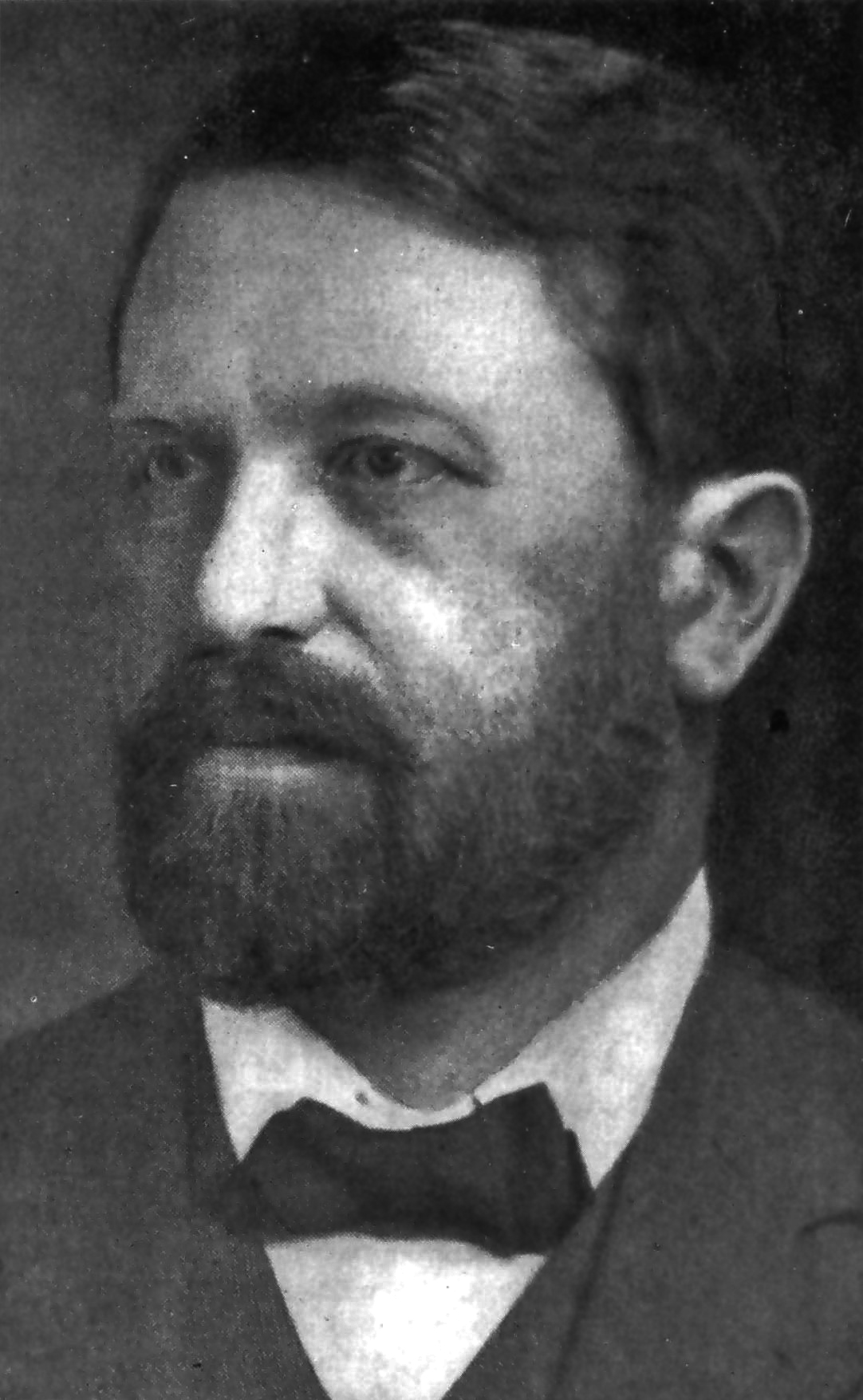
Theodor Boveri

Theodor Boveri (ur. 12 października 1862 w Bambergu, zm. 18 października 1915) – niemiecki biolog, który prowadząc badania nad jeżowcami wykazał, iż dla właściwego rozwoju embrionalnego niezbędna jest pełna liczba chromosomów; innym jego osiągnięciem było odkrycie centrosomu, dokonane w roku 1888. Był nominowany do Nagrody Nobla w dziedzinie fizjologii lub medycyny w roku 1909 (współnominowani: August Weismann i Jacques Loeb).